# 東京直升飛機場
東京直昇機場（日语：／）是位於東京都江東区新木場的公共直升飛機場，正式名称為「東京都東京直昇機場」（東京都東京ヘリポート）。
該港屬於東京都營機場，根據《東京都營機場條例》及《東京都營機場條例施行細則》營運，於每日上午8時30分至下午4時30分提供服務，一般開放時間外亦允許災害救援等緊急升降。此外，該港也是災害發生時「緊急運輸網路」指定航空輸送基地之一。

## 簡史
- 1972年6月15日 - 開港。[3]
- 1980年4月1日 - 橫濱市消防局航空隊1号機投入服務。[4]
- 1982年3月 - 隨著橫濱直昇機場竣工，橫濱市消防局航空隊移出。[4]
- 1985年3月17日～9月16日 - 筑波世界博覽會期間提供往返筑波的旅客運輸航班。[5]
- 1985年7月 - 川崎市消防航空隊1号機（BK117）投入服務。
- 1988年4月18日 - 建設省關東地方建設局的河川・道路管理用直昇機（貝爾 214ST）投入服務。
- 1989年 - 直昇機場擴建，新跑道啓用。
- 1990年7月26日 - 直昇機場擴建部份完工啓用。[3]
- 2003年2月20日 - 儀器進場方式啓用。同時開放來自伊豆諸島的危急傷病患就醫輸送航班升降，可於惡劣天氣下着陸。
- 2006年7月1日 - 雄飛航空開始提供往返成田國際機場的旅客運輸航班。
- 2009年3月31日 - 東京航空局及氣象台辦事處停止服務，翌日改由東京都廳提供服務。[3]
- 2011年4月7日 - 儀器進場方式停止使用。

## 利用状況
由於東京直昇機場位處於東京都內，該港每日有大量公共機構直升機，以及新聞媒體、遊覽飛行、包機及訓練等航班進行升降。
年間升降次数約22,000回，佔日本全国的公共直昇機場½，每日平均着陸數約30架次，航空燃料約8000公升。

## 主要使用者

### 公共機構
- 警視廳航空隊（本部・江東飛行中心）
- 東京消防廳航空隊（江東航空中心）
- 川崎市消防航空隊（川崎市消防局）
- 国土交通省關東地方整備局防災直昇機（委託朝日航洋運航）

### 通用航空
- 東邦航空
- 朝日航洋
- 中日本航空
- 全日空直昇機（オールニッポンヘリコプター）
- 朝日直昇機（朝日ヘリコプター）
- 新日本直昇機（新日本ヘリコプター）
- 赤城直昇機（アカギヘリコプター）
- DHC直昇機事業部

#### 傳媒機構
- 共同通信社（委託東邦航空運航）
- 中日新聞社東京本社（自社運航）
- NHK（委託全日空運航）
- 日本電視台（委託朝日航洋運航）
- TBS（委託朝日航洋運航）
- 富士電視台（委託朝日航洋運航）
- 朝日電視台（委託東邦航空運航）
- 東京電視台（委託中日本航空運航）

## 登場作品
- 逮捕令 the MOVIE（動畫劇場版-1999年）

## 相關項目
- 日本機場列表

## 外部連結
- 東京都 - 東京ヘリポート （页面存档备份，存于）
- 在大圆制图人（Great Circle Mapper）上的RJTI机场信息
- NOAA/NWS上RJTI机场的即時天氣